# Municipio de Jaumave
El municipio de Jaumave es uno de los 43 municipios en que se encuentra dividido el estado mexicano de Tamaulipas, localizado en la zona suroeste del estado, su cabecera es el pueblo de Jaumave.

## Geografía
Jaumave tiene una extensión territorial de 2,737.59 kilómetros cuadrados que representan el 3.33% de la extensión territorial de Tamaulipas, limita al norte con el municipio de Güémez, al noreste con el municipio de Victoria, al este con el municipio de Llera, al sureste con el municipio de Gómez Farías, al sur con el municipio de Ocampo, al suroeste con el municipio de Palmillas, al oeste con el municipio de Miquihuana y al noroeste con el estado de Nuevo León, en donde los límites corresponden al municipio de General Zaragoza.

### Orografía e hidrografía

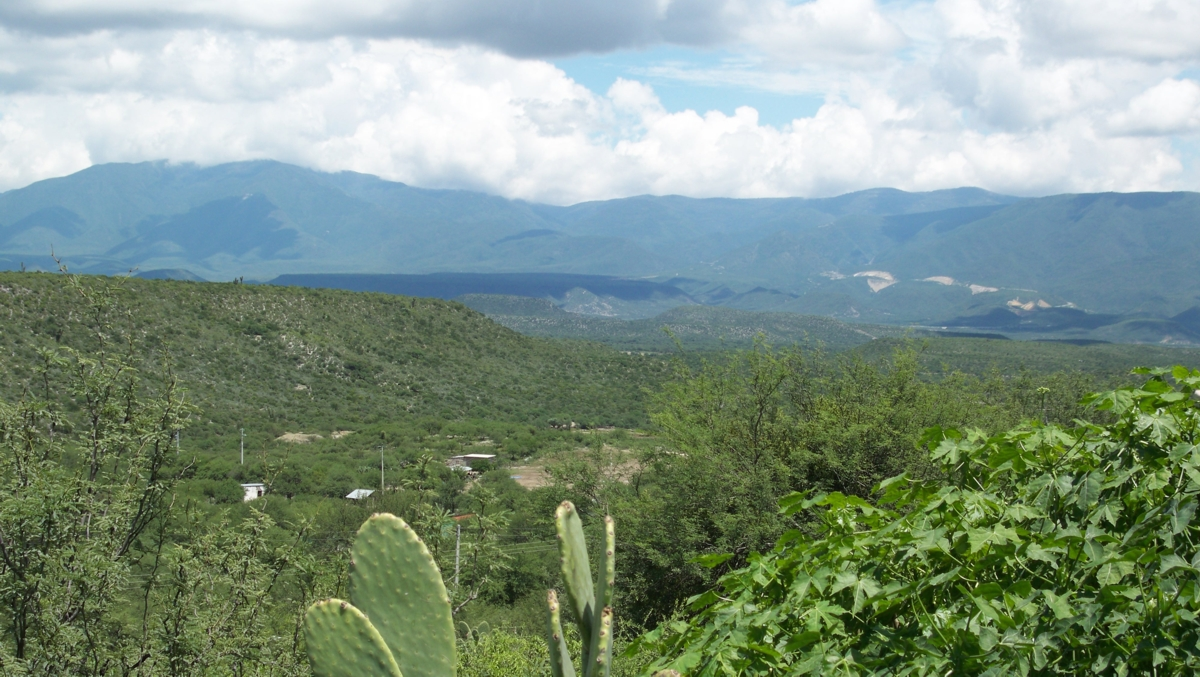
Vista parcial de la orografía del municipio de Jaumave.

El municipio de Jaumave se encuentra en una las zonas más montañosas del estado de Tamaulipas, aproximadamente el 58.72% de su territorio se encuentra ubicado dentro de la Sierra Madre Oriental, que se encuentra principalmente en las zonas norte, noroeste, oeste, sur y este del municipio, hacia el centro del territorio se encuentra una zona mayormente plana, dándole una configuración orográfica particular al territorio municipal. En el extremo noroeste del territorio y en los límites con el estado de Nuevo León y el municipio de Miquihuana se encuentra la Sierra Los Borregos que con una altitud de 3,240 metros sobre el nivel del mar es el segundo punto más elevado de Tamaulipas.
Debido al clima, en Jaumave prácticamente no existen ríos de carácter permanente, teniendo corrientes únicamente en época de lluvias que descienden de las serranías hacia los valles, sin embargo, los principales ríos son el Río Chihue y el Río Guayalejo, que recorren el municipio en sentido noroeste-sureste y son tributarios del río Tamesí. Prácticamente todo el territorio de Jaumave forma parte de la Cuenca del Río Tamesí y de la Región hidrológica Pánuco, con la sola excepción de un sector del territorio oeste que se encuentra dentro de la Cuenca Sierra Madre de la Región hidrológica El Salado.

### Clima y ecosistemas

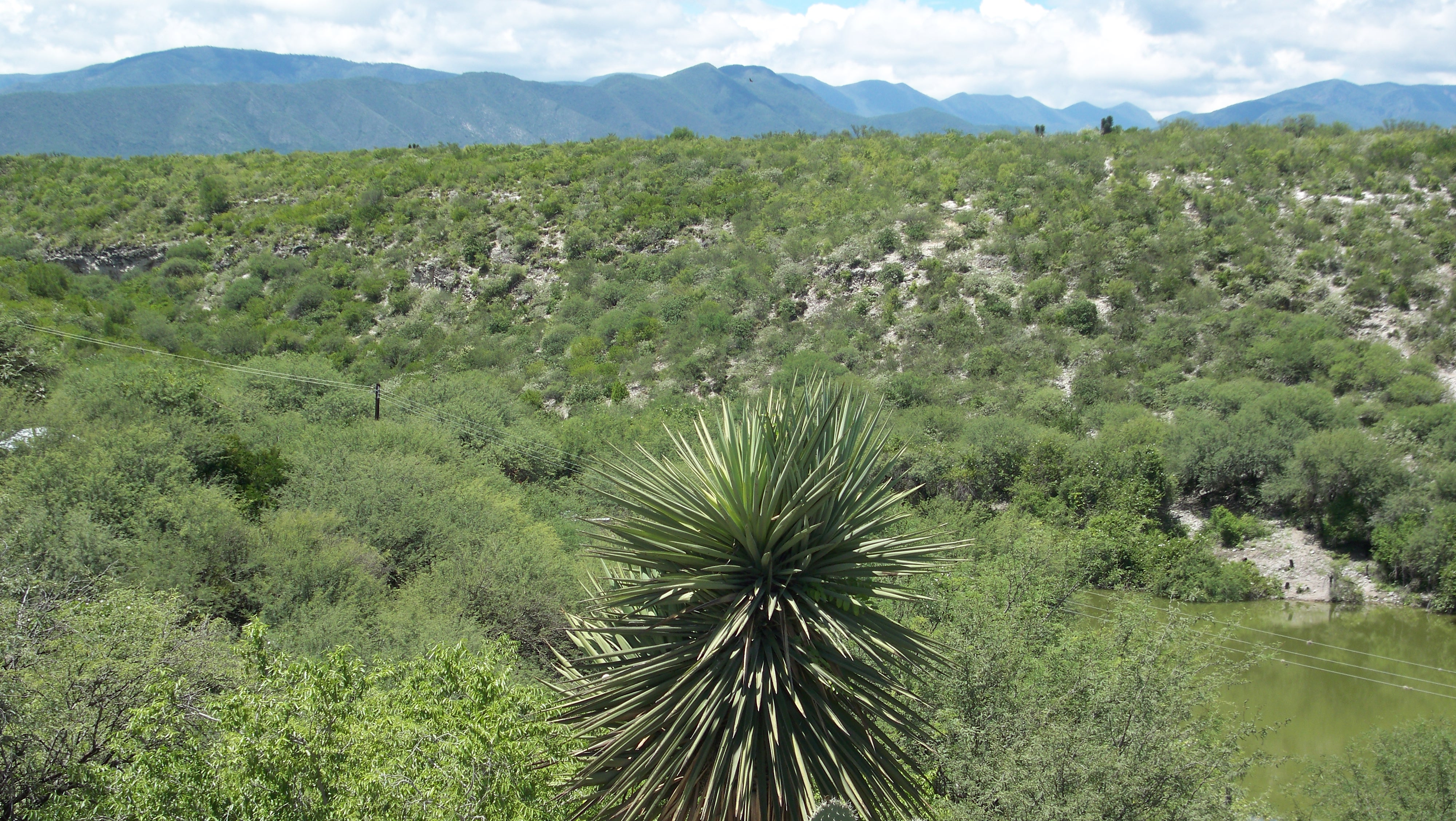
Flora típica en el municipio de Jaumave

Jaumave es uno de los municipios con mayor diversidad climatológica de Tamaulipas debido a las diferencias de altitud que se localizan en su territorio, el sur del municipio registra clima semicálido subhúmedo con lluvias en verano, en la zona norte cambia a templado subhúmedo con lluvias en verano y en el extremo noroeste, el más elevado, a subfrío subhúmedo con lluvias en verano, hacia el sur de esta última zona se encuentran otras tres pequeñas zonas con diferentes tipos de clima, que en sentido norte a sur son: semicálido subhúmedo con lluvias en verano, seco semicálido y semiseco muy cálido y cálido, otras dos zonas de los últimos dos climas mencionados se encuentra en el este del municipio, acompañados de otra pequeña zona con clima semiseco templado; la temperatura media anual registrada se encuentra definida por las mismas condiciones geográficas que los tipos de clima, por lo cual el rango mayoritario en el municipio es de 18 a 20 °C en la zona central y sur del territorio, el noreste tiene un promedio entre 20 y 22 °C, mientras que al oeste a medida que se elevada al territorio se registra inicialmente de 16 a 18 °C, de 12 a 16 °C y finalmente en la zona más elevada del extremo noroeste es inferior a 12 °C, la más baja de Tamaulipas; la precipitación promedio anual sigue el mismo patró, la zona más seca es el valle central del municipio donde la precipitación es inferior a los 500 mm anuales, siguiendo un patrón concéntrico las restantes zonas van rodeando a la central elevando el promedio de precipitación hasta alcanza de 800 a 1,00 mm en el noroeste.

## Demografía
De acuerdo con el Censo de Población y Vivienda llevado a cabo por el Instituto Nacional de Estadística y Geografía en 2020, la población total del municipio de Jaumave asciende a 15,994 personas; de las cuales 7,992 son hombres y 8,002 son mujeres.

### Grupos étnicos
El 0.2% de los habitantes mayores de 5 años que en Jaumave hablan alguna lengua indígena representan a un total de 20 personas, 14 de las cuales son hombres y 6 mujeres; de los mismos, 14 son bilingües al español y solo 6 hablan únicamente su lengua materna, sin embargo los resultados del Conteo de 2005 solo permiten especificar que uno de ellos es hablante de náhuatl, los restantes 19 hablantes indígenas no tienen definida a que lengua pertenecen.

### Localidades
Jaumave está integrado por un total de 107 localidades, las más pobladas según el censo del 2020 son las siguientes:
| Localidad                        | Población |
| Total Municipio                  | 15,994    |
| Jaumave                          | 6,286     |
| Matías García (La Hacienda)      | 712       |
| San Juanito                      | 619       |
| Francisco Medrano (Las Pilas)    | 581       |
| José María Morelos (El Nopal)    | 569       |
| San Antonio                      | 554       |
| La Independencia (Las Moritas)   | 444       |
| Padrón y Juárez (La Puente)      | 438       |
| San Lorencito (San Lorenzo)      | 436       |
| San Juan de Oriente              | 402       |
| Ávila y Urbina (La Meca)         | 369       |
| Rancho Nuevo (Cañitas)           | 309       |
| El Sauz                          | 306       |
| Conrado Castillo (La Maroma)     | 297       |
| Magdaleno Aguilar (Santiaguillo) | 276       |
| Monterredondo                    | 270       |
| El Ingenio (Los Adobes)          | 245       |
| El Carrizo                       | 237       |
| San José de Salamanca            | 233       |
| La Reforma                       | 232       |

## Política
El gobierno del municipio le corresponde como en todo el país, al Ayuntamiento, estando conformado por el presidente municipal, un síndico y un cabildo integrado por seis regidores, cuatro electos por mayoría y dos por el principio de representación proporcional, todos son electos mediante votación universal, libre y secreta para un periodo de tres años que no pueden ser renovados para el periodo inmediato pero si de manera no continua, todos entran a ejercer su cargo el día 1 de octubre del año en que son electos.

### Representación legislativa
Para la elección de los Diputados locales al Congreso de Tamaulipas y de los Diputados federales a la Cámara de Diputados, Jaumave se encuentra integrado en los siguientes distritos electorales:
Local:
- XVI Distrito Electoral Local de Tamaulipas (antes de las elecciones del 4 de julio de 2010 aun pertenecía al IV Distrito Electoral Local de Tamaulipas) con cabecera en el pueblo de Jaumave que es también la cabecera municipal.[15]

Federal:
- Distrito electoral federal 6 de Tamaulipas con cabecera en Ciudad Mante.[16]